# Moto Guzzi P-Serie

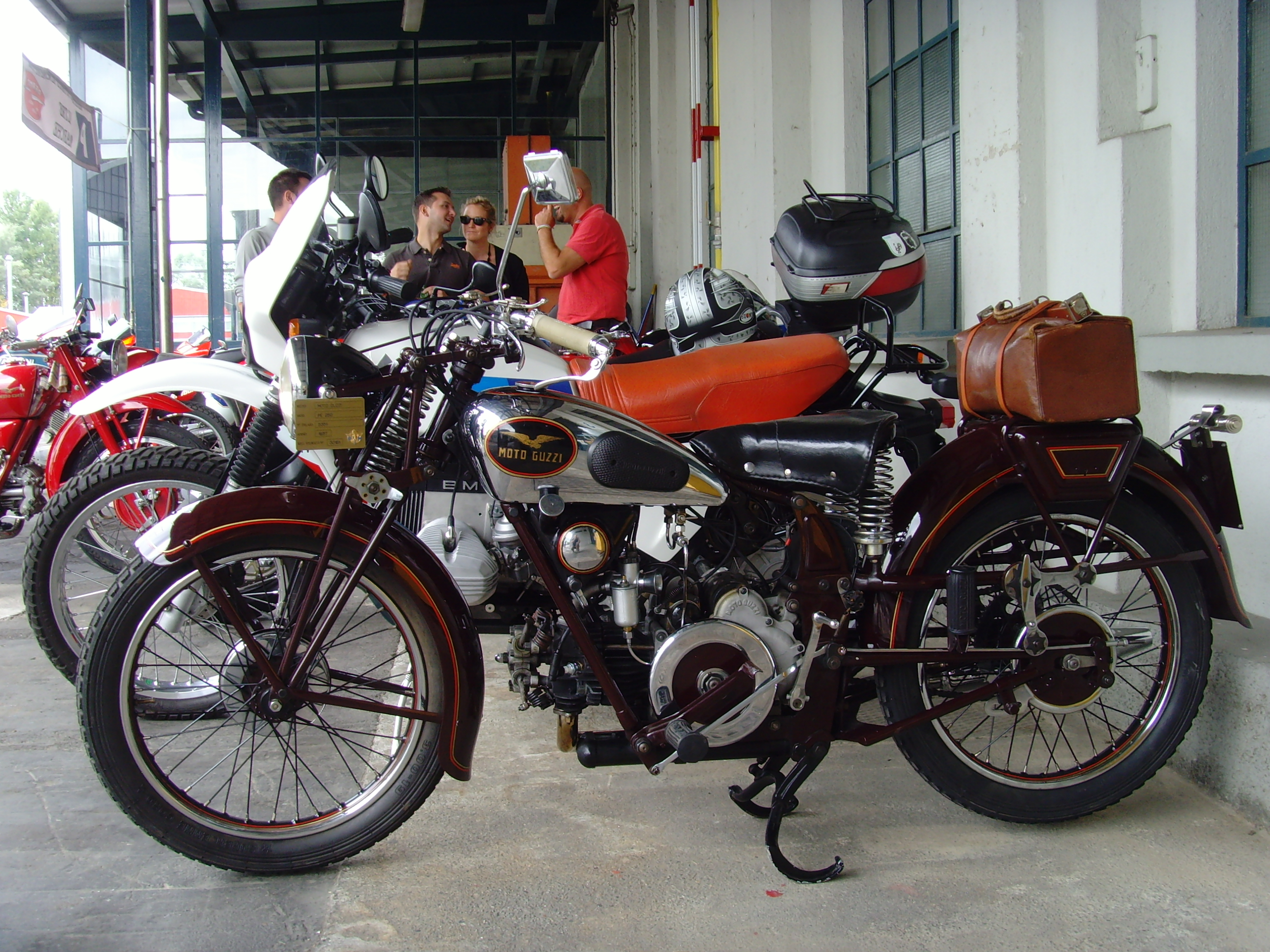
Moto Guzzi P.E. 250 (1937)

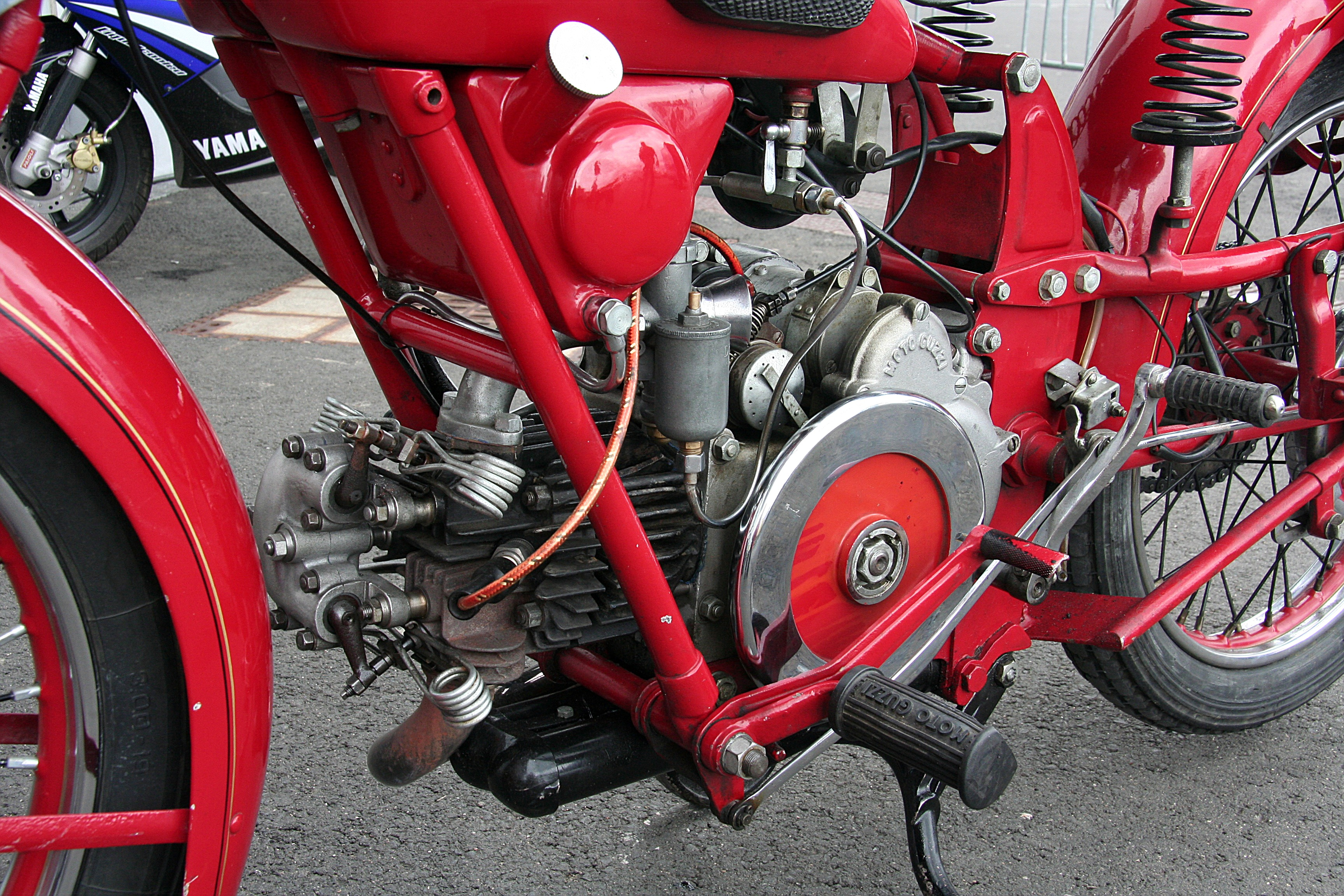
Detail der Moto Guzzi PE 250

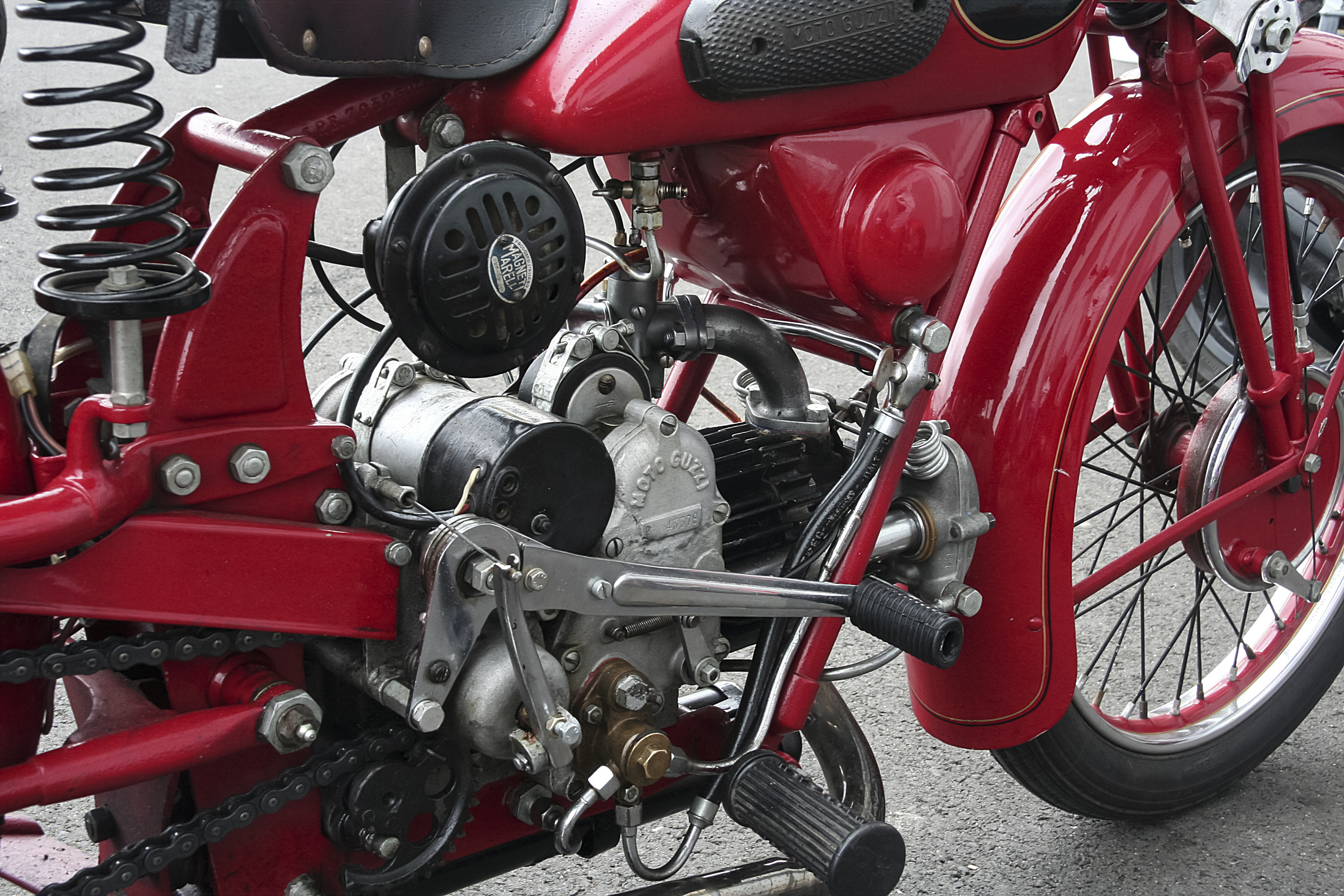

Die Moto-Guzzi-P-Serie ist eine Serie von Motorrädern die der italienische Hersteller Moto Guzzi von 1932 bis 1940 baute.

## Geschichte
Hatte sich Moto Guzzi in den ersten elf Jahren des Bestehens nur mit Motorrädern der Halbliterklasse beschäftigt, so kam 1932 erstmals ein kleineres Motorrad, die P 175, auf den Markt. Maschinen dieser Klasse waren beliebt, da es verschiedene gesetzgeberische Vorteile gegenüber größeren Motorrädern gab.
1934 fielen diese Vorteile weg und so stellte Moto Guzzi der P 175 das leistungsfähigere Modell P 250 zur Seite. Noch im selben Jahr gab es parallel auch eine P.E. 250, bei der das Hinterrad nicht mehr starr, sondern in einer gefederten Schwinge geführt war. „E“ steht für das Italienische „elastico“.
1938 erschien ein Sportmodell der P.E. 250 mit der Bezeichnung P.E.S. mit leichterem Rahmen und optimiertem Motor.
Bereits 1939 wurde die P.E.S. aus dem Programm genommen. Dafür kamen die Modelle P.L. (Normalversion) und P.L.S. (Sportversion) heraus. Sie waren günstiger und einfacher gestaltet. „L“ steht für das Italienische „lamiera“, Pressstahl (Rahmen). Der Hubraum des Motors war von 238 cm³ auf 247 cm³ vergrößert, die Leistung blieb aber gleich. Beispielsweise hatten diese Viertellitermaschinen keine Hinterradfederung mehr und waren einheitlich schwarz lackiert. Die Rolle der Luxusversion übernahm die Egretta. Die Bezeichnung Egretta, einer Unterfamilie der Reiher entliehen, begründete eine vier Jahrzehnte andauernde Tradition von Guzzi-Modellbezeichnungen nach Vogelnamen.
Ebenfalls 1939 kam die Ardetta heraus. Auch sie hatte den neuen Motor, allerdings nicht mehr mit Magnet-, sondern mit Batteriezündung. Ohne Hinterradfederung und in grauer Lackierung mit weißer Linierung übernahm sie die Rolle des „Volksmotorrades“.
1940 wurde die P-Serie kriegsbedingt eingestellt. Nach dem Krieg übernahm die bereits 1939 erschienene Airone die Rolle der P.E. 250 und der Egretta, die Starrrahmenmodelle fanden keine Nachfolger.

## Technik
Motor und Antrieb
Die P-Serie hat einen fahrtwindgekühlten Einzylinder-Viertaktmotor mit liegendem Zylinder. Auf dem linken Stumpf der zweifach gelagerten Kurbelwelle ist ein glattflächiges Schwungrad angebracht, das außerhalb des Gehäuses läuft. Dahinter treibt ein Stirnrad den Korb der auf der Getriebeeingangswelle montierten Mehrscheiben-Ölbadkupplung an. Das schrägverzahnte Dreiganggetriebe ist mit einem Schalthebel an der rechten Seite des Tanks zu bedienen. Bei der Ardetta gab es auf Wunsch auch Fußschaltung mit einer Schaltwippe an der rechten Seite des Motors. Das Hinterrad wird über eine Kette angetrieben.
Die beiden hängenden Ventile werden über Stoßstangen und Kipphebel von der unten liegenden Nockenwelle gesteuert. Zum Abstellen des Motors werden die Stoßstangen über einen Ventilausheber nach vorne gedrückt, sodass beide Ventile öffnen. Der Magnetzünder wird durch ein Stirnradgetriebe auf der rechten Motorseite angetrieben. Der Zündzeitpunkt ist von Hand zu verstellen. Die Ardetta hat eine Batteriezündung.
Die Gemischaufbereitung übernimmt ein Flachstromvergaser mit Rundschieber, 18 mm Durchlass, und ohne Luftfilter. Das verchromte Auspuffrohr ist an der rechten Maschinenseite nach hinten gezogen und endet in einem Schalldämpfer in Zigarrenform (Egretta und Ardetta: Zigarrenform mit Schwalbenschwanz).
Rahmen und Fahrwerk
Die P-Serie hat einen Doppelschleifen-Stahlrohrrahmen. Während das Hinterrad der Modelle P 175, P 250, P.L., P.L.S. und Ardetta starr aufgehängt ist, haben die Rahmen der P.E. 250, der P.E.S. und der Egretta einen Heckausleger und eine Hinterradschwinge mit Cantileverfederung, deren einstellbare Reibungsdämpfer sich am Heckausleger abstützen. Das Vorderrad wird in einer Parallelogrammgabel mit Tonnenfeder geführt.
Tanks
Der Benzintank fasst 10 Liter, der darunter liegende Öltank 2 Liter. Der Öltank ist durch verchromte Kupferleitungen mit dem Zylinderkopf und der Ölpumpe im Trockensumpf des Motors verbunden.
Räder und Bremsen
Die Modelle haben vorn und hinten 19-Zoll-Drahtspeichenräder. In beide sind Halbnaben-Trommelbremsen eingebaut. Die hintere Bremse wird über einen Fußhebel an der linken Motorseite und ein Gestänge betätigt, was mit dem Hacken geschieht. Die Vorderradbremse wird mit einem Handhebel am Lenker und einem Seilzug betätigt.
Werkstoffe
Das Motor-/Getriebegehäuse ist aus einer Aluminiumlegierung gefertigt, Zylinder und der Zylinderkopf aus Grauguss. Rahmen, Hinterradschwinge, Vorderradgabel, Tanks und Schutzbleche sind aus Stahlblech.
Lackierung, Oberflächenbehandlung und Embleme
Die Stahlblechteile sind in Dunkelrot oder Schwarz lackiert und goldfarben liniert. Die Tanks – mit Ausnahme derer der P.L., der P.L.S. und der Ardetta – sind verchromt und teillackiert. Bei der Ardetta sind alle Stahlblechteile grau lackiert und weiß liniert. An den Tankseiten der Maschinen finden sich goldfarbene Moto-Guzzi-Embleme als Abziehbilder. Die Graugussteile des Motors sind brüniert.

## Technische Daten im Vergleich
|                       | P 175                                                                                         | P 250                                                                                         | P.E. 250 / P.E.S.                                                                             | Egretta                                                                                       | P.L. / P.L.S.                                                                                 | Ardetta                                                                                       |
| --------------------- | --------------------------------------------------------------------------------------------- | --------------------------------------------------------------------------------------------- | --------------------------------------------------------------------------------------------- | --------------------------------------------------------------------------------------------- | --------------------------------------------------------------------------------------------- | --------------------------------------------------------------------------------------------- |
| Baujahre              | 1932–1934                                                                                     | 1934–1939                                                                                     | 1934–1939                                                                                     | 1939–1940                                                                                     | 1939–1940                                                                                     | 1939–1940                                                                                     |
| Motor                 | fahrtwindgekühlter Einzylinder-Viertaktmotor, Kickstarter                                     | fahrtwindgekühlter Einzylinder-Viertaktmotor, Kickstarter                                     | fahrtwindgekühlter Einzylinder-Viertaktmotor, Kickstarter                                     | fahrtwindgekühlter Einzylinder-Viertaktmotor, Kickstarter                                     | fahrtwindgekühlter Einzylinder-Viertaktmotor, Kickstarter                                     | fahrtwindgekühlter Einzylinder-Viertaktmotor, Kickstarter                                     |
| Ventilsteuerung       | OHV-Ventilsteuerung, über Stoßstangen und Kipphebel von unten liegender Nockenwelle gesteuert | OHV-Ventilsteuerung, über Stoßstangen und Kipphebel von unten liegender Nockenwelle gesteuert | OHV-Ventilsteuerung, über Stoßstangen und Kipphebel von unten liegender Nockenwelle gesteuert | OHV-Ventilsteuerung, über Stoßstangen und Kipphebel von unten liegender Nockenwelle gesteuert | OHV-Ventilsteuerung, über Stoßstangen und Kipphebel von unten liegender Nockenwelle gesteuert | OHV-Ventilsteuerung, über Stoßstangen und Kipphebel von unten liegender Nockenwelle gesteuert |
| Bohrung × Hub         | 59 × 63,7 mm                                                                                  | 68 × 64 mm                                                                                    | 68 × 64 mm                                                                                    | 70 × 64 mm                                                                                    | 70 × 64 mm                                                                                    | 70 × 64 mm                                                                                    |
| Hubraum               | 174 cm³                                                                                       | 238 cm³                                                                                       | 238 cm³                                                                                       | 247 cm³                                                                                       | 247 cm³                                                                                       | 247 cm³                                                                                       |
| Verdichtung           | 5,5 : 1                                                                                       | 5,5 : 1                                                                                       | 5,5 : 1                                                                                       | 6,0 : 1                                                                                       | 6,0 : 1                                                                                       | 6,0 : 1                                                                                       |
| Nennleistung          | 7 PS (5,1 kW) bei 4200/min                                                                    | 9 PS (6,6 kW) bei 4000/min                                                                    | 9 PS (6,6 kW) bei 4000/min                                                                    | 9,5 PS (7 kW) bei 4800/min                                                                    | 9,5 PS (7 kW) bei 4800/min                                                                    | 9,5 PS (7 kW) bei 4800/min                                                                    |
| Gemischaufbereitung   | Flachstromvergaser mit Rundschieber, 18 mm Ansaugdurchmesser                                  | Flachstromvergaser mit Rundschieber, 18 mm Ansaugdurchmesser                                  | Flachstromvergaser mit Rundschieber, 18 mm Ansaugdurchmesser                                  | Flachstromvergaser mit Rundschieber, 18 mm Ansaugdurchmesser                                  | Flachstromvergaser mit Rundschieber, 18 mm Ansaugdurchmesser                                  | Flachstromvergaser mit Rundschieber, 18 mm Ansaugdurchmesser                                  |
| Motorschmierung       | Trockensumpfschmierung                                                                        | Trockensumpfschmierung                                                                        | Trockensumpfschmierung                                                                        | Trockensumpfschmierung                                                                        | Trockensumpfschmierung                                                                        | Trockensumpfschmierung                                                                        |
| Zündung               | Magnetzündung                                                                                 | Magnetzündung                                                                                 | Magnetzündung                                                                                 | Magnetzündung                                                                                 | Magnetzündung                                                                                 | Batteriezündung                                                                               |
| Kupplung              | Mehrscheibenkupplung im Ölbad                                                                 | Mehrscheibenkupplung im Ölbad                                                                 | Mehrscheibenkupplung im Ölbad                                                                 | Mehrscheibenkupplung im Ölbad                                                                 | Mehrscheibenkupplung im Ölbad                                                                 | Mehrscheibenkupplung im Ölbad                                                                 |
| Getriebe              | 3-Gang-Getriebe, handgeschaltet                                                               | 3-Gang-Getriebe, handgeschaltet                                                               | 3-Gang-Getriebe, handgeschaltet                                                               | 3-Gang-Getriebe, handgeschaltet                                                               | 3-Gang-Getriebe, handgeschaltet                                                               | 3-Gang-Getriebe, handgeschaltet; wahlweise zusätzlich Fußschaltung                            |
| Endantrieb            | Kette                                                                                         | Kette                                                                                         | Kette                                                                                         | Kette                                                                                         | Kette                                                                                         | Kette                                                                                         |
| Rahmen                | Doppelschleifen-Rohrrahmen                                                                    | Doppelschleifen-Rohrrahmen                                                                    | Doppelschleifen-Rohrrahmen                                                                    | Doppelschleifen-Rohrrahmen                                                                    | Doppelschleifen-Rohrrahmen                                                                    | Doppelschleifen-Rohrrahmen                                                                    |
| Radstand              | 1320 mm                                                                                       | 1320 mm                                                                                       | 1320 mm                                                                                       | 1320 mm                                                                                       | 1320 mm                                                                                       | 1320 mm                                                                                       |
| Radaufhängung vorn    | Parallelogrammgabel mit Tonnenfeder                                                           | Parallelogrammgabel mit Tonnenfeder                                                           | Parallelogrammgabel mit Tonnenfeder                                                           | Parallelogrammgabel mit Tonnenfeder                                                           | Parallelogrammgabel mit Tonnenfeder                                                           | Parallelogrammgabel mit Tonnenfeder                                                           |
| Radaufhängung hinten  | Starrrahmen                                                                                   | Starrrahmen                                                                                   | Langschwinge mit Cantileverfederung, Reibungsstoßdämpfer                                      | Langschwinge mit Cantileverfederung, Reibungsstoßdämpfer                                      | Starrrahmen                                                                                   | Starrrahmen                                                                                   |
| Bereifung vorn        | 3,00–19″                                                                                      | 3,00–19″                                                                                      | 3,00–19″                                                                                      | 3,00–19″                                                                                      | 3,00–19″                                                                                      | 3,00–19″                                                                                      |
| Bereifung hinten      | 3,00–19″                                                                                      | 3,00–19″                                                                                      | 3,00–19″                                                                                      | 3,00–19″                                                                                      | 3,00–19″                                                                                      | 3,00–19″                                                                                      |
| Bremse vorn           | Innenbacken-Trommelbremse (Halbnabe), handbetätigt                                            | Innenbacken-Trommelbremse (Halbnabe), handbetätigt                                            | Innenbacken-Trommelbremse (Halbnabe), handbetätigt                                            | Innenbacken-Trommelbremse (Halbnabe), handbetätigt                                            | Innenbacken-Trommelbremse (Halbnabe), handbetätigt                                            | Innenbacken-Trommelbremse (Halbnabe), handbetätigt                                            |
| Bremse hinten         | Innenbacken-Trommelbremse (Halbnabe), fußbetätigt                                             | Innenbacken-Trommelbremse (Halbnabe), fußbetätigt                                             | Innenbacken-Trommelbremse (Halbnabe), fußbetätigt                                             | Innenbacken-Trommelbremse (Halbnabe), fußbetätigt                                             | Innenbacken-Trommelbremse (Halbnabe), fußbetätigt                                             | Innenbacken-Trommelbremse (Halbnabe), fußbetätigt                                             |
| Leergewicht           | 115 kg                                                                                        | 115–135 kg                                                                                    | 115–135 kg                                                                                    | 105 kg                                                                                        | 105 kg                                                                                        | 105 kg                                                                                        |
| Höchstgeschwindigkeit | 90 km/h                                                                                       | 100 km/h                                                                                      | 100 km/h                                                                                      | 115 km/h                                                                                      | 115 km/h                                                                                      | 115 km/h                                                                                      |
| Kraftstoffverbrauch   | ca. 2,9 l/100 km                                                                              | ca. 2,9 l/100 km                                                                              | ca. 2,9 l/100 km                                                                              | ca. 3,3 l/100 km                                                                              | ca. 3,3 l/100 km                                                                              | ca. 3,3 l/100 km                                                                              |

Quelle: 